# Selliguea senanensis
Selliguea senanensis är en stensöteväxtart som först beskrevs av Carl Maximowicz, och fick sitt nu gällande namn av S.G.Lu, Hovenkamp och M.G.Gilbert. Selliguea senanensis ingår i släktet Selliguea och familjen Polypodiaceae. Inga underarter finns listade.